# 鹿ヶ谷通
鹿ヶ谷通（ししがたにどおり）は京都市内の南北の通り。
北は銀閣寺近くの今出川通から、南は南禅寺山内まで、東山北部の山麓を通る。
銀閣寺門前は観光地、南禅寺の近くは広大な庭園を備えた屋敷が続くが、途中は山裾の住宅地である。
西側の白川通と同じく南禅寺や永観堂付近では、観光シーズンに参拝客のタクシーや観光バスで混みあい、しばしば渋滞が発生する。

## 沿道の主な施設
- 銀閣寺　今出川通東入
- 橋本関雪記念館　今出川通西入
- 有芳園
- 泉屋博古館　丸太町上ル
- 住友史料館、丸太町通角
- 禅林寺（永観堂）
- 東山中学校・高等学校
- 野村美術館
- 南禅寺